# Kittery
Kittery ist eine Town im York County im US-Bundesstaat Maine. Im Jahr 2020 lebten dort 10.070 Einwohner in 5.050 Haushalten auf einer Fläche von 195,03 km².

## Geographie
Nach dem United States Census Bureau hat Kittery eine Gesamtfläche von 195,03 km², von der 46,05 km² Land sind und 148,98 km² aus Gewässern bestehen.

### Geographische Lage
Kittery liegt im Südwesten des York Countys an der Grenze zu New Hampshire am Atlantischen Ozean. Zum Gebiet der Town gehören auch einige Inseln. Die bekannteren sind: Cutts Island, Gerrish Island, die nördlichen Inseln der Isles of Shoals (Appledore Island, Duck Island, Cedar Island, and Smuttynose Island) und Seavey Island. Zentral im Gebiet befindet sich das Mündungsgebiet des Spruce River, die südwestliche Grenze bildet der Piscataque River. Er trennt Kittery vom benachbarten Portsmouth in New Hampshire. Es gibt keine größeren Seen auf dem Gebiet das zudem eher eben, ohne größere Erhebungen ist.

### Nachbargemeinden
Alle Entfernungen sind als Luftlinien zwischen den offiziellen Koordinaten der Orte aus der Volkszählung 2010 angegeben.
- Nordosten: York, 17,9 km
- Süden: New Castle, New Hampshire, 11,2 km
- Südwesten: Portsmouth, New Hampshire, 15,6 km
- Nordwesten: Eliot, 20,9 km

### Stadtgliederung
In Kittery gibt es mehrere Siedlungsgebiete: Admiralty Village, Bedell Crossing, Braveboat Harbor, Briggs Corner, Crooked Lane, Foreside, Kittery, Kittery Foreside, Kittery Junction, Kittery Point, Oak Terrace und Pepperell Cove.

### Klima
Die mittlere Durchschnittstemperatur in Kittery liegt zwischen −5,6 °C (22 °F) im Januar und 20,6 °C (69 °F) im Juli. Damit ist der Ort gegenüber dem langjährigen Mittel der USA um etwa 9 Grad kühler. Die Schneefälle zwischen Oktober und Mai liegen mit bis zu zweieinhalb Metern mehr als doppelt so hoch wie die mittlere Schneehöhe in den USA; die tägliche Sonnenscheindauer liegt am unteren Rand des Wertespektrums der USA.

## Geschichte

### Kolonialzeiten
Kittery wurde am 20. November 1652 aus der Piscataquis Plantation als erste Town im District of Maine gegründet. Zwei Tage später wurde das benachbarte York als Town organisiert. Das Gebiet von Appledore wurde 1661 organisiert und 1665 in Isles of Shoals umbenannt. Im Jahr 1696 wurde es an Kittery angegliedert. Upper Kittery wurde 1713 ausgegliedert und formte Berwick. Teile von Berwick wurden im Jahr 1716 zurück nach Kittery eingegliedert. Aus dem nördlichen Teil von Kittery wurde im Jahr 1810 die Town Eliot gegründet.
Vor der Ankunft der ersten europäischen Einwanderer lebten bereits seit Tausenden von Jahren indigene Ureinwohner vom Stamm der Armouchiquois in dem Gebiet an der Küste von Maine. Durch mehrere Epidemien wurden nach dem Eintreffen der Europäer in mehreren Wellen zwischen 1616 und 1619 viele der Stämme der Küsten dahingerafft. Überlebende Stämme bildeten um 1700 die Wabanaki-Konföderation, um sich gegen die Kolonisierung zu wehren. Der erste Europäer in dem Gebiet war Martin Pring im Jahr 1603. 1614 landete Kapitän John Smith auf einer Reise von Virginia nach Norden auf den Isles of Shoals. Durch den Fischreichtum des Gebietes florierte es bis in die 1700er Jahre durch den Versand von getrocknetem Stockfisch nach England. Die Besiedlung von Kittery startete 1623. Das erste Haus wurde 1635 erbaut. Vom englischen König wurde das südliche Maine Sir Ferdinando Gorges gegeben, der es nicht selbst nutzte, aber sein Neffe Francis Champernowne und Mitglieder der Familie Shapleigh ließen sich ab 1636 nieder. Zu dieser Zeit wurde das Gebiet Piscataquis Plantation genannt.

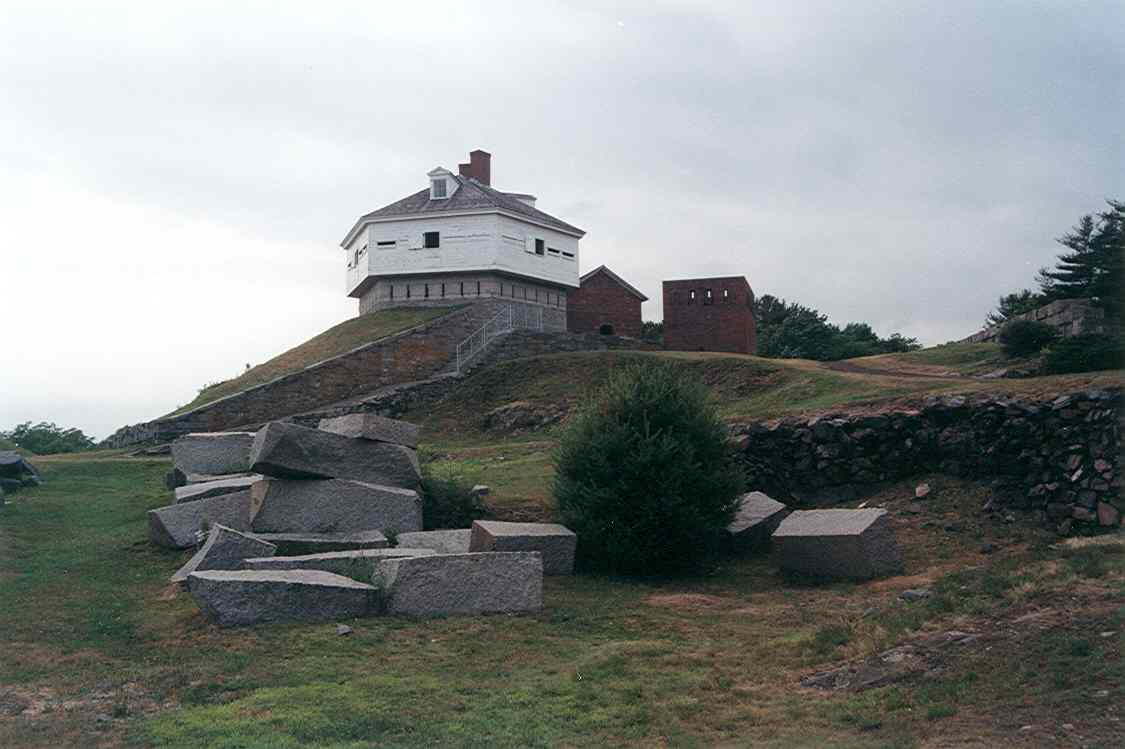
Fort McClary

Kittery wurde zur ersten Town in dem Gebiet. Kittery und York schlossen sich der Massachusetts Bay Colony an. Der King's Highway wurde 1653 gebaut. Die Trasse ist heute der U.S. Highway 1. Fort William, das heutige Fort McClary, wurde im Jahr 1690 errichtet und die erste Schule im Jahr 1692. Zu dieser Zeit ließ sich William Whipple in Locke´s Cove nieder. Sein gleichnamiger Sohn William Whipple gehörte als Vertreter von New Hampshire zu den Unterzeichnern der Unabhängigkeitserklärung.
John Dennett errichtete im Jahr 1698 eine Garnison, die seine Familie schützen sollte. John Bray und weitere erreichten Mitte des 17. Jahrhunderts das Gebiet. Bray als Schiffsbauer sorgte für ein florierendes Fischereigeschäft und sein Haus in Kittery Point, welches 1662 erbaut wurde, diente als „öffentliches Haus“ und zeitweise als Gerichtsgebäude. Es ist heute das älteste Haus in Maine. Der Händler William Pepperrell ließ sich ebenfalls zu der Zeit auf den Isles of Shoals nieder und heiratete die Tochter von Bray. Seine Handelsschiffe fuhren die Route zwischen den Westindischen Inseln und Europa. Er zählte zu den Anführern der Kolonie und war einer der reichsten Männer Neuenglands. Sein Sohn setzte sein Werk fort, wurde zudem Oberst der Miliz und Mitglied des Gouverneurrats. Während der Franzosen- und Indianerkriege bezahlte er ein paar tausend Kolonisten aus eigenem Vermögen und belagerte die französische Festung Louisbourg in Cape Breton, Nova Scota im Jahr 1745, die er mit seinen Truppen nach sechs Wochen einnahm. Von Georg II. wurde er dafür zum ersten in Amerika geborenen Baronet ernannt. Er starb 1759.
Nach dem Tod von William Pepperrell dem Sohn, adoptierte der Vater den Enkel William, Sohn von Nathaniel Sparhawk. Der Nachname wurde in Pepperrell geändert und William Pepperrell III. erbte ein riesiges Anwesen. Er wurde 1774 ebenfalls zum Baronet ernannt, blieb beim Ausbruch der Amerikanischen Revolution der Britischen Krone treu und floh nach England. Sein Nachlass wurde 1778 beschlagnahmt. Zu diesem Nachlass gehörte auch das 1760 erbaute Lady Pepperrell House. Bauherrin war die Witwe von Sir William, Mary Hirst.

### Schiffbau und Zeit des Bürgerkriegs
Kittery gehörte zu den frühen Zentren für Schiffbau. So wurde 1776 für die amerikanische Revolution eine 32-Kanonen-Fregatte, die Raleigh, hier gebaut, ebenso wie 1777 die mit 18 Kanonen bestückte Ranger. Befehligt wurde sie von John Paul Jones. Die Portsmouth Naval Shipyard wurde 1800 in Kittery, somit auf dem gegenüberliegenden Ufer von Portsmouth gegründet. Ab 1825 verband eine Brücke Kittery mit der Portsmouth Naval Shipyard. Die Saranac wurde 1847 gebaut, sie war in mehreren Kriegen im Dienst. In der Zeit des Sezessionskriegs wurden 26 Schiffe gebaut, zwei waren Panzerschiffe. Die Dampfschaluppe Kearsarge, ausgestattet mit 9 Kanonen, besiegte und versenkte 1864 das konföderierte Kaperschiff und Blockadebrecher, die Alabama.
Die Werft war bis nach dem Zweiten Weltkrieg aktiv und es wurden Kriegsschiffe, zunächst als hölzerne Fregatten bis hin zu eisernen Schiffen und Atom-U-Booten gebaut. So wie die Albacore. Auch heute ist die Werft für die US Marine wichtig.

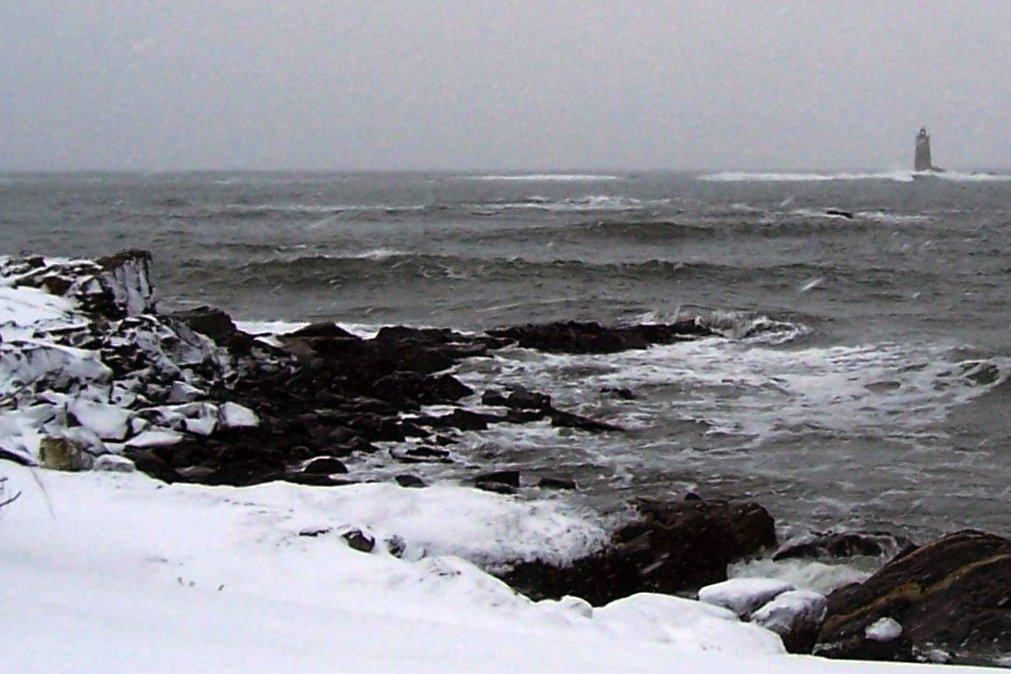
Whaleback Light

Zur Absicherung der Schifffahrt wurde 1829 ein Leuchtturm auf einer kleinen, vorgelagerten Insel an der Mündung des Piscatagua River errichtet, das Whaleback Light. Etwas flussaufwärts befindet sich Fort McClary, vormals auch Fort William genannt. Seine Vorläufer gehen auf die Erdschanze von William Pepperrell zurück.
Die Boston and Maine Railroad erreichte 1842 Kittery. Sie verband Boston mit Portland und führte durch Kittery. Im Sezessionskrieg schloss sich die Miliz von Kittery dem 27. Freiwilligem Infanterieregiment aus Maine an. Der Arzt Mark Wentworth praktizierte vor und nach dem Bürgerkrieg in Kittery. Im Jahr 1862 schloss er sich ebenfalls dem 27. Regiment an, wurde 1864 zum Kommandeur des 32. Regiments ernannt, verwundet und 1865 aus dem Militärdienst entlassen. Er wurde wie mehr als 20 weitere mit der Medal of Honor in Kittery ausgezeichnet und war bis zu seinem Tod 1897 ein prominenter und großzügiger Bürger von Kittery.

### 20. Jahrhundert

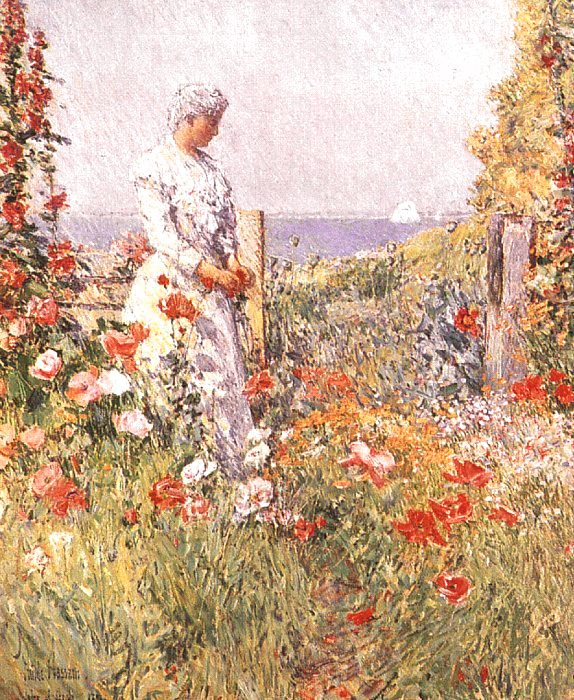
Celia Thaxter in Her Garden; Childe Hassam (1892)

Um die Jahrhundertwende zum 20. Jahrhundert gab es mehrere Grand Hotels in Kittery. Vier befanden sich auf dem Festland, eines auf den Isles of Shoals. Sie wurden von Sommergästen aus Boston genutzt. Es entstand eine Uferpromenade und die Gäste reisten mit der Eisenbahn an. Die Bahnstrecke Kittery Junction–York Beach wurde 1897 eröffnet. Zu der Zeit ließen sich auch viele Künstler an der Küste nieder, wie die Autorin Celia Laighton Thaxter oder der Maler Childe Hassam. Auch der Herausgeber des Atlantic Monthly, William Dean Howells, hatte in Kittery sein Sommerhaus, in dem er von Mark Twain besucht wurde.
Um die Strömung im Piscataqua River zu entschärfen und damit die Schifffahrt zu befördern, wurde im Jahr 1905 mit einer der größten Sprengungen der  Henderson's Point on Seavey's Island mit 60 Tonnen Dynamit gesprengt. Diese Insel im Fluss wurde von den örtlichen Ruderern zuvor „Pull-or-Be-Damned Point“ genannt. Nach der Sprengung änderte sich die Strömung und der Fluss ließ sich sicherer befahren. Im September desselben Jahres wurde in Kittery der Vertrag von Portsmouth unterzeichnet, der den Russisch-Japanischen Krieg beendete.
Nach dem Aufkommen des Autos verloren die Grant Hotels an Bedeutung und stellten nach und nach ihren Betrieb ein. Das größte Gebäude wurde nun das Franklin Shiphouse. Es brannte 1936 ab und wurde später neu errichtet. Der erste Abschnitt des Maine Turnpike von Kittery nach Portland wurde 1947 eröffnet.

### Einwohnerentwicklung
| Volkszählungsergebnisse – Town of Kittery, Maine | Volkszählungsergebnisse – Town of Kittery, Maine | Volkszählungsergebnisse – Town of Kittery, Maine | Volkszählungsergebnisse – Town of Kittery, Maine | Volkszählungsergebnisse – Town of Kittery, Maine | Volkszählungsergebnisse – Town of Kittery, Maine | Volkszählungsergebnisse – Town of Kittery, Maine | Volkszählungsergebnisse – Town of Kittery, Maine | Volkszählungsergebnisse – Town of Kittery, Maine | Volkszählungsergebnisse – Town of Kittery, Maine | Volkszählungsergebnisse – Town of Kittery, Maine |
| Jahr                                             | 1700                                             | 1710                                             | 1720                                             | 1730                                             | 1740                                             | 1750                                             | 1760                                             | 1770                                             | 1780                                             | 1790                                             |
| ------------------------------------------------ | ------------------------------------------------ | ------------------------------------------------ | ------------------------------------------------ | ------------------------------------------------ | ------------------------------------------------ | ------------------------------------------------ | ------------------------------------------------ | ------------------------------------------------ | ------------------------------------------------ | ------------------------------------------------ |
| Einwohner                                        |                                                  |                                                  |                                                  |                                                  |                                                  |                                                  |                                                  |                                                  |                                                  | 3.259                                            |
| Jahr                                             | 1800                                             | 1810                                             | 1820                                             | 1830                                             | 1840                                             | 1850                                             | 1860                                             | 1870                                             | 1880                                             | 1890                                             |
| Einwohner                                        | 3.114                                            | 2.019                                            | 1.886                                            | 2.202                                            | 2.435                                            | 2.706                                            | 2.974                                            | 3.333                                            | 3.230                                            | 2.864                                            |
| Jahr                                             | 1900                                             | 1910                                             | 1920                                             | 1930                                             | 1940                                             | 1950                                             | 1960                                             | 1970                                             | 1980                                             | 1990                                             |
| Einwohner                                        | 2.872                                            | 3.533                                            | 4.763                                            | 4.400                                            | 5.374                                            | 8.380                                            | 10.689                                           | 11.028                                           | 9.314                                            | 9.372                                            |
| Jahr                                             | 2000                                             | 2010                                             | 2020                                             | 2030                                             | 2040                                             | 2050                                             | 2060                                             | 2070                                             | 2080                                             | 2090                                             |
| Einwohner                                        | 9.543                                            | 9.490                                            | 10.070                                           |                                                  |                                                  |                                                  |                                                  |                                                  |                                                  |                                                  |

## Kultur und Sehenswürdigkeiten

### Museen
Das Kittery Historical & Naval Museum widmet sich der historischen und maritimen Vergangenheit von Kittery, der ältesten Siedlung in Maine. Es wird von der Historical Society von Kittery betrieben und wurde 1977 eröffnet.

### Bauwerke
In Kittery, Kittery Foreside und Kittery Point wurden mehrere Bauwerke, historische Stätten und Distrikte unter Denkmalschutz gestellt und ins National Register of Historic Places aufgenommen.
- Dennett Garrison, 1978 unter der Register-Nr. 78000334.[10]
- Frank C. Frisbee Elementary School, 2012 unter der Register-Nr. 12000229.[11]
- Isles of Shoals, 1974 unter der Register-Nr. 74000325.[12]
- Portsmouth Naval Shipyard, 1977 unter der Register-Nr. 77000141.[13]
- Rice Public Library, 1979 unter der Register-Nr. 79000190.[14]
- Rock Rest, 2008 unter der Register-Nr. 07001449.[15]
- Samuel Badger Monument, 1998 unter der Register-Nr. 97001640.[16]
- John Paul Jones Memorial Park, 1998 unter der Register-Nr. 97001639.[17]
- Robert and Louisa Traip House, 1998 unter der Register-Nr. 97001641.[18]
- U.S. Customhouse, 1998 unter der Register-Nr. 97001643.[19]
- Bray House, 1979 unter der Register-Nr. 79000271.[20]
- First Congregational Church and Parsonage, 1978 unter der Register-Nr. 78000333.[21]
- Fort McClary, 1969 unter der Register-Nr. 69000025.[22]
- William Dean Howells House, 1979 unter der Register-Nr. 79000270.[23]
- Lady Pepperrell House, 1966 unter der Register-Nr. 66000094.[24]
- William Pepperrell House, 1973 unter der Register-Nr. 73000159.[25]
- Whaleback Light Station, 1988 unter der Register-Nr. 87002278.[26]

## Wirtschaft und Infrastruktur

### Verkehr
Die Interstate 95 und der U.S. Highway 1 verlaufen durch Kittery und verbinden die Town mit Portsmouth im Süden und Biddeford im Norden. Sie werden von der Maine State Route 101 und Maine State Route 103 gekreuzt.

### Öffentliche Einrichtungen
Mehrere medizinische Einrichtungen befinden sich in Kittery. Sie stehen auch den Bewohnern der umliegenden Gebiete zur Verfügung.
In Kittery befindet sich die Rice Public Library. Sie wurde am 5. November 1888 gegründet.

### Bildung
Für die Schulbildung in Kittery ist das Kittery School Department zuständig.
Es werden folgende Schulen angeboten:
- Horace Mitchell Primary School mit Schulklassen von Kindergarten bis zum 3. Schuljahr
- Shapleigh School mit Schulklassen vom 4. bis 8. Schuljahr
- Robert W. Traip Academy mit Schulklassen vom 9. bis 12. Schuljahr

## Persönlichkeiten

### Söhne und Töchter der Stadt
- William Whipple (1730–1785), einer der Gründerväter der USA
- Jeremiah Goodwin (1785–1857), Politiker und Maine State Treasurer
- John Pascal Brooks (1861–1957), Bauingenieur
- Joseph T. Palastra Jr. (1931–2015), Viersterne-General der United States Army
- Arthur John Shawcross (1945–2008), Serienmörder
- Dennis C. Blair (* 1947), Admiral
- Scott Brown (* 1959), Politiker und Botschafter der Vereinigten Staaten für Neuseeland und Samoa

### Persönlichkeiten, die vor Ort gewirkt haben
- Celia Laighton Thaxter (1835–1894), Schriftstellerin
- Gene McDaniels (1935–2011), Popmusiksänger, Komponist und Musikproduzent
- Ernest Thompson (* 1949), Schauspieler, Regisseur und Drehbuchautor